# Canton de Martigues-Est
Le canton de Martigues-Est est une ancienne division administrative française située dans le département des Bouches-du-Rhône, dans l'arrondissement d'Istres.

## Histoire
Le canton Martigues-Est est créé en 1991 par scission du Canton de Martigues.

## Administration
| Période | Période          | Identité       | Étiquette | Qualité |
| ------- | ---------------- | -------------- | --------- | --- |
| 1991    | 2008             | Marc Frisicano | PCF       | Employé retraité, adjoint au maire de Martigues, suppléant du député Michel Vaxès                                    |
| 2008    | 2012 (démission) | Gaby Charroux  | PCF       | Instituteur, maire de Martigues depuis 2009 Député (2012-2017)                                                       |
| 2012    | 2015             | Isabelle Ehlé  | PCF       | Fonctionnaire, conseillère municipale de Martigues, conseillère générale déléguée à l'aide aux personnes handicapées |

## Composition
Le canton de Martigues-Est se composait d'une fraction de la commune de Martigues. Il comptait 37 524 habitants (population municipale) au 1er janvier 2012.
| Nom                   | Code Insee | Intercommunalité                   | Population (dernière pop. légale)               |
| --------------------- | ---------- | ---------------------------------- | ----------------------------------------------- |
| Martigues (chef-lieu) | 13056      | Métropole d'Aix-Marseille-Provence | Fraction : 37 524(2012) Commune : 48 783 (2016) |

Quartiers de Martigues inclus dans le canton :
- Carro
- Lavéra
- Saint-Julien-les-Martigues
- Saint-Pierre-les-Martigues
- La Couronne
- Jonquières
- Ponteau
- L'Ile

## Démographie
| 1999   | 2006   | 2011   | 2012   |
| ------ | ------ | ------ | ------ |
| 33 225 | 35 971 | 37 254 | 37 524 |